# Želva (formace)

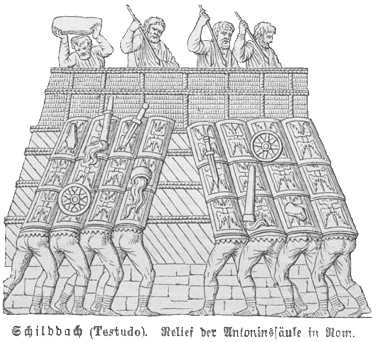
Antické vyobrazení želvy na sloupu Marka Aurelia

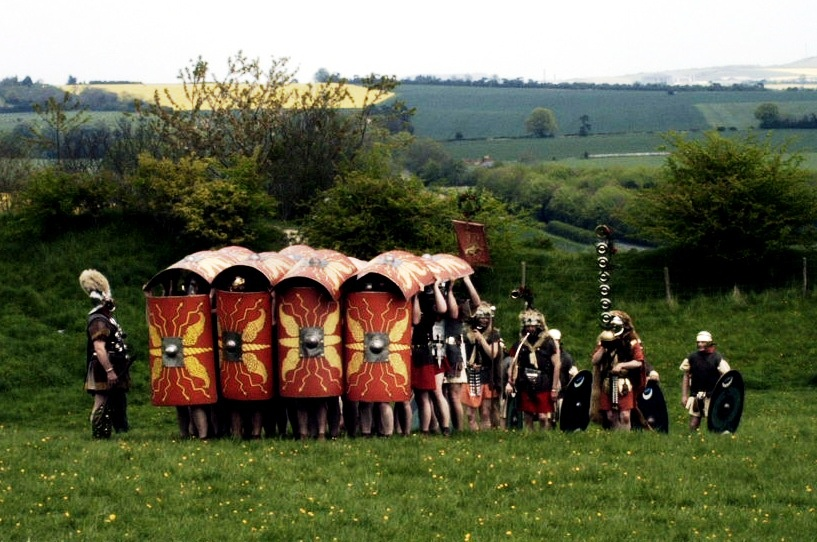
Formace želva předvedená současnými účastníky historické rekonstrukce

Původně římská bojová formace želva (latinsky testudo, což označuje obdobně jak želvu coby živočicha, tak tuto bojovou formaci) je specifické seskupení pěších vojáků se štíty. Vojáci jsou pevně semknuti do pravidelného útvaru. První řada kryje svými štíty přední linii, boční řady boky a ostatní vojáci používají štíty k ochraně útvaru seshora, čímž vytvářejí efekt a dojem želvího krunýře, chránícího celý útvar. Tato formace se používala hlavně tehdy, když byl oddíl při postupu vystaven silné nepřátelské střelbě, například při obléhání. Nevýhody této formace spočívají v tom, že je pomalá v pohybu a znemožňuje vojákům účinný boj muže proti muži. Na druhé straně v okamžiku, kdy by měl tento boj nastat, již je obvykle znemožněn účinný zásah lučištníků a je možno želvu zrušit.
Starověcí Peršané a další nepřátelé používali proti této formaci s úspěchem primitivní zápalné bomby – hliněné nádoby obsahující vysoce hořlavý olej. Hořící olej pronikl mezerami mezi štíty a ulpěl na vojácích, kteří pak měli problém udržet štíty ve správné poloze.